# Лагаш
Лагаш или Сирпула је један од најстаријих градова Сумера и касног Вавилона. Налазио се источно од Урука и северозападно од ушћа Тигра и Еуфрата.

## Ископавања
Лагаш је открио тадашњи француски конзул у Басри Ернест де Сарзек 1877. године. Први валија Басре Насир паша му је одобрио да врши ископавања. Ископавао је на томе месту са прекидима до 1901. године. После његове смрти 1901. радове је наставио Гастон Крос. Касније француске експедиције предводили су Анри де Генујак (1929—1931) и Андре Оаро (1931—-1933).

## Налазиште
Лагаш представља дугу линију брежуљака од рушевина, сада познату као Тел ал Хиба у Ираку. Налази се на сувом кориту древног канала, око 5 километара источно од Шат ел Ха и око 15 километара источноод данашњег града Шатра.
Храм Е-Нину био је разорен и на њему је грађена тврђава у грчко или селеукидско време. Неке цигле тврђаве имају натписе на арамејском и грчком о извесном краљу мале краљевине у Вавилонији. Испод тврђаве су нађене бројне статуе владара Гудеја. Ту су нађени и бројни фрагменти барељефа. Када се ископавао други брежуљак нашли су многе предмете од бронзе и камена из најранијег сумерског периода, неколико векова пре Гудеја.
Тај брежуљак је био место где су се налазиле бројне зграде за складиштење и то не само жита и смокава, него и оружја, посуда, скулптура и других предмета, које је користила администрација палате и храма. У једном мањем оближњем брежуљаку Сарзек је пронашао архиву храма, око 30.000 глинених плочица, које су садржавале записе о пословању и на тај начин се могло са великом прецизношћу открити начин пословања античког храма, карактер власништва, начин обрађивања земље и узгоја домаћих животиња, те трговачке, индустријске и пословне активности. Нажалост пре него што су се те глинене плочице могле преместити на сигурније место, пљачкаши су однели велики број и продали антикварима и одатле су се продавали по Европи и Америци.

## Историја
Према натписима нађеним у Телоху изгледа да је Лагаш био град великога значаја у сумерском периоду, вероватно у трећем миленијуму пре Христа. Њиме су тада владали независни краљеви Ур-Нина (24. век пре Христа) и његови наследници, који су се борили за превласт са Еламитима на истоку и краљевима Кенгија и Киша на северу. После семитског освајања Лагаш је изгубио независност, а његови владари су били вазали Саргона од Акада и његових наследника. Међутим и даље је остао важно средиште, пре свега уметничког развоја. У том периоду и у нешто каснијем под краљевома Ура, Ур-Гура и Дунгија досегао је врхунац уметничког развоја.
Након пада Саргоновог Акадског царства, Лагаш је поново доживео успон под Ур-бабом и Гудеом, а имао је и јаке трговачке везе са удаљеним краљевинама. Гудеја је тако донео кедрове из планина у Либану и Сирији. Диорит је набављао у источној Арабији, а бакар и злато у средишњој и јужној Арабији и на Синају. Његова војска је ратовала са Еламом на истоку. Тај период је био значајан по развоју уметности, а Гудеја је по Саргоновом примеру себе прогласио божанством. 
У доба Гудеје главни град Лагаша је био Гирсу (Телох). Краљевина је заузимала површину од око 1.600 km². Садржавало је 17 већих градова, осам регионалних средишта и бројна села. Према једној процени Лагаш је био највећи град на свету од око 2075. до 2030. п. н. е. Након Гудеје Лагаш је изгубио значај, тако да се о њему не зна готово ништа све до изградње селеукидске тврђаве.